# Félix Baret
Ne doit pas être confondu avec Félix Barret.
Félix Baret, né à Gardanne le 7 mai 1845 et mort à Marseille le 28 mai 1922, est un homme politique français, maire de Marseille de 1887 à 1892.

## Biographie

### Carrière professionnelle
Après de brillantes études à la faculté de droit d’Aix-en-Provence, il est inscrit dès l’âge de 20 ans au barreau d’Aix-en-Provence. Fin 1868, il plaide avec Gaston Crémieux dans l'affaire des empoisonneuses de Marseille. Trois Marseillaises — Marie-Rose Alavena, Marie Autrand et Antoinette Joséphine Duguet — sont accusées d’avoir empoisonné leurs maris avec de l’arsenic et de la belladone fournis par l’herboriste Joye. Les avocats sauvent la tête des accusées ainsi que celle de l’herboriste accusé de complicité.
Pendant la guerre de 1870, il se trouve à Lyon en tant que capitaine des mobiles. Il est chargé des fonctions de commissaire du gouvernement auprès du conseil de guerre chargé de juger les insurgés de la Croix–Rousse qui avaient participé à l’assassinat du commandant Arnaud. Il fit condamner plusieurs accusés.

### Carrière politique
De retour à Marseille, il commence sa carrière politique en se faisant élire en 1881 conseiller municipal. Il est également élu en octobre 1881 conseiller général du canton de Trets où il fut constamment réélu jusqu’en 1911. Dès 1882 il démissionne du conseil municipal car il ne s’entend pas avec le maire de l’époque Brochier. Il fut élu maire en 1887 puis réélu en 1888. D’utiles travaux furent réalisés sous son administration : réfection des trottoirs, construction de la poste Colbert, construction de la bourse du travail, inauguration du lycée de jeunes filles Montgrand et surtout construction d’un réseau d’égouts. En effet la municipalité entreprend un vaste programme de réalisation de travaux d’assainissement et des mesures d'hygiène sous l'impulsion du docteur Hippolyte Mireur, rendus nécessaires et urgents par les fréquentes épidémies de choléra. On en comptabilisera 6 depuis 1835 dont la dernière en 1884 qui fit près de 2 000 morts. La ville disposait d’un réseau collectant trois bassins versants avec des exutoires dans le Vieux-Port, le bassin de la Joliette et le ruisseau du Jarret. Les travaux consistaient à réaliser un grand collecteur recueillant toutes les eaux usées pour les rejeter dans la calanque de Cortiou. La déclaration d’utilité publique fut prononcée le 24 juillet 1891 et la pose de la première pierre fut faite le 8 octobre 1891 au pond-point du Prado en présence du maire et de trois ministres et de Charles de Freycinet, président du Conseil des ministres.
Il est promu officier de la Légion d'honneur en 1891.
Il ne se représenta pas à l'expiration de son mandat de maire le 14 mai 1892.

### Décès
Il meurt à Marseille le 28 mai 1922. La ville de Marseille donne son nom à la place située face à la préfecture et qui s’appelait place Saint Ferréol. 